# دونی: داستان ناگفته
دونی: داستان ناگفته (به هندی: M.S. Dhoni: The Untold Story) فیلمی محصول سال ۲۰۱۶ و به کارگردانی نیراج پاندی است. در این فیلم بازیگرانی همچون سوشانت سینگ راجپوت، دیشا پاتانی، کیارا ادوانی، انوپم کهیر، بومیکا چاولا ایفای نقش کرده‌اند.